# 下総航空基地

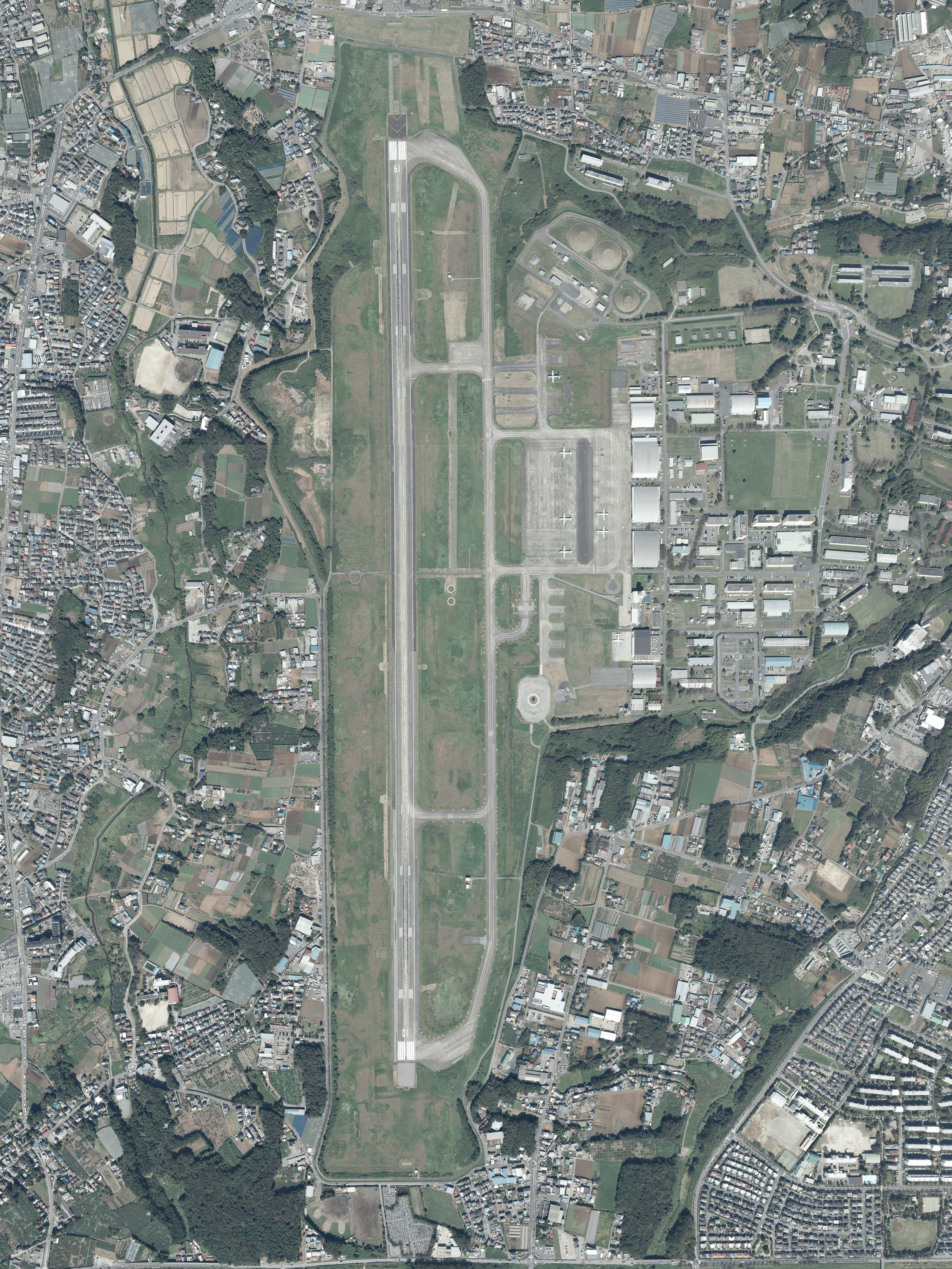
下総航空基地付近の空中写真（2019年）

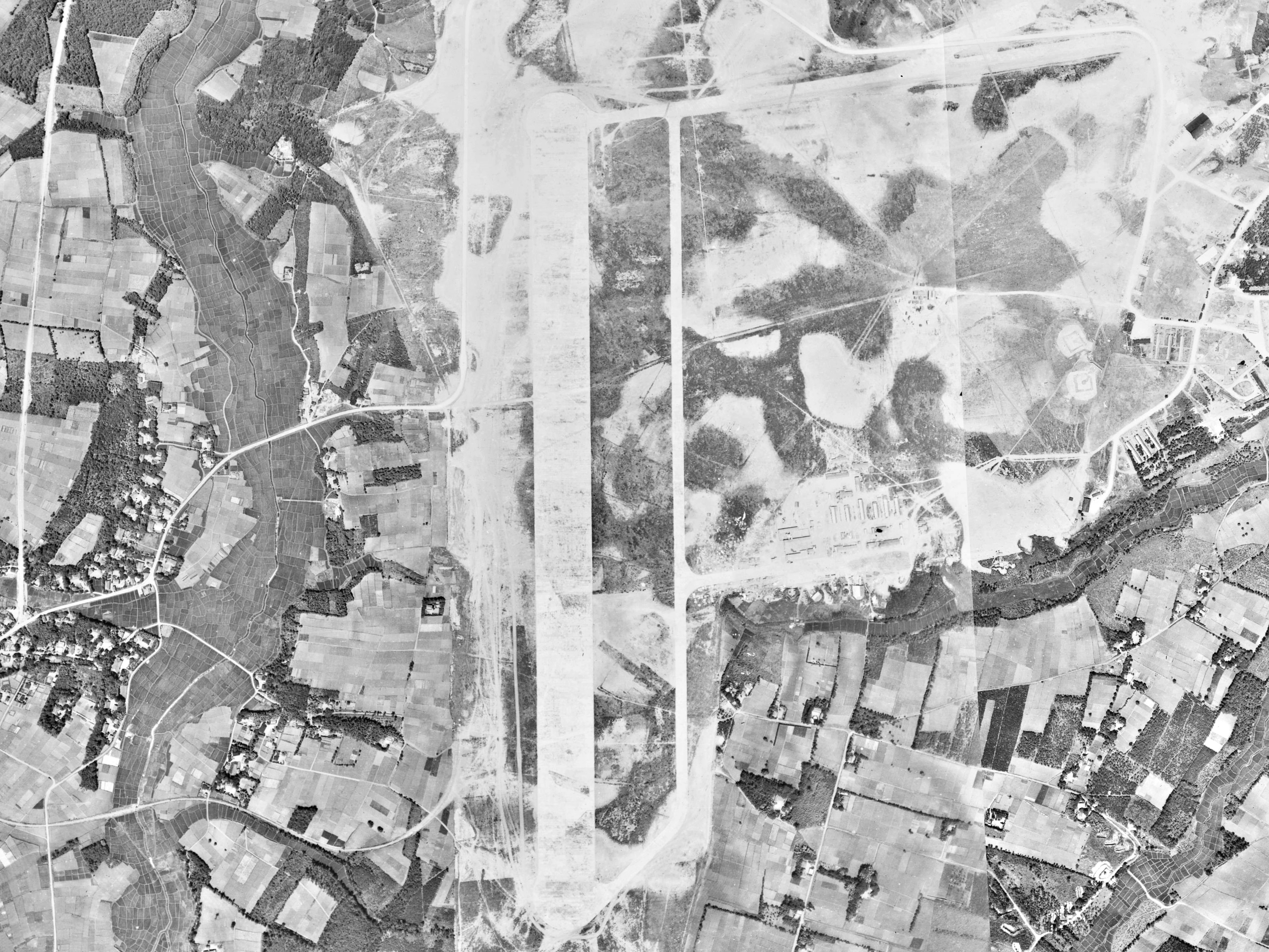
下総飛行場の前身、旧陸軍藤ヶ谷飛行場の空中写真（1947年）

下総航空基地（しもふさこうくうきち、JMSDF Shimofusa Air Base）は、千葉県柏市にある海上自衛隊の飛行場・航空基地。「下総」はJR駅とは異なり音便せずに「しもふさ」と読み、ローマ字ではヘボン式に「SHIMOFUSA」と記す。
所在地は千葉県柏市藤ケ谷であるが、敷地は隣接する鎌ケ谷市粟野、及び佐津間にまたがり、滑走路南端は鎌ケ谷市の中心部にも近い。
教育航空集団司令部、下総教育航空群、海上自衛隊第3術科学校、海上自衛隊航空補給処の下総支処などが置かれており、哨戒機P-3Cを使用した海上自衛隊航空要員の教育訓練等を行っている。
また、習志野演習場などで陸上自衛隊第1空挺団が行う空挺降下訓練支援を行っている。訓練の際は航空自衛隊のC-1、C-130輸送機が飛来し、当基地で陸上自衛官を乗せて演習場上空へ飛び立つ。また、訓練に使われる輸送機は離着陸時の騒音が大きく、生活環境に影響を及ぼすとして基地のホームページ上に日付と概略を掲載している。

## 歴史
- 1929年（昭和04年）：「武蔵野カンツリー倶楽部藤ヶ谷コース」として開発される（当時、隣接の六実コースと合わせ東洋一の規模のゴルフ場であった）。
- 1944年（昭和19年）：本土防空のため帝国陸軍が接収し、飛行場化。
- 1945年（昭和20年）
  - 4月：藤ヶ谷陸軍飛行場完成。
  - 6月：飛行第53戦隊が松戸陸軍飛行場（現：陸上自衛隊松戸駐屯地）から移動。
  - 8月：終戦後はアメリカ陸軍航空軍の白井基地 (Shiroi Air Base) としてGHQに接収される。
- 1959年（昭和34年）：日米共用飛行場になる。
  - 10月21日：海上自衛隊白井術科教育隊が新編。
  - 12月12日：アメリカ空軍（第5空軍）が撤退。
- 1960年（昭和35年）6月：基地全面返還。
- 1961年（昭和36年）
  - 2月1日：白井術科教育隊が海上自衛隊第3術科学校に改編。
  - 9月1日：航空集団が新編され司令部が下総航空基地に設置。
- 1962年（昭和37年）9月1日：第4航空群が下総航空基地に新編。滑走路、管制塔等の施設が改修される。
- 1965年（昭和40年）2月1日：下総航空工作所が新編、横須賀地方隊に編入。
- 1968年（昭和43年）3月：移動通信隊が新編、中央通信隊群に編入。
- 1969年（昭和44年）7月29日：第51航空隊が第4航空群隷下から航空集団直轄に編成替え。
- 1973年（昭和48年）
  - 2月20日：教育航空集団司令部が宇都宮基地（現：北宇都宮駐屯地）から下総航空基地に移転。
  - 12月25日：航空集団司令部および第4航空群が厚木航空基地に移転。
- 1974年（昭和49年）2月10日：下総教育航空群が新編。
- 1981年（昭和56年）10月31日：第51航空隊が厚木航空基地に移転。
- 1987年（昭和62年）12月1日：下総教育航空群隷下に第206教育航空隊が新編されP-3Cが配備。
- 1993年（平成05年）9月27日：下総航空基地隊隷下に下総救難飛行隊が新編。
- 1996年（平成08年）：教育航空集団司令部新庁舎が完成。
- 1998年（平成10年）12月8日：下総航空工作所が廃止され、航空補給処下総支処が新編。
- 2005年（平成17年）3月28日：沼南町の柏市編入に伴い、所在地名が千葉県東葛飾郡沼南町藤ヶ谷から千葉県柏市藤ヶ谷となる。
- 2008年（平成20年）3月26日：下総救難飛行隊が廃止。UH-60Jは館山航空基地へ移動。
- 2011年（平成23年）6月1日：YS-11 T-Aが全機除籍となり、第205教育航空隊が廃止。
- 2022年（令和04年）3月1日：海上自衛隊警務隊の改編により、横須賀地方警務隊下総警務分遣隊が廃止[2]。
- 2024年（令和06年）4月2日：第203教育航空隊にP-1が配備[3][4]。

## 配置部隊
- 教育航空集団司令部
  - 下総教育航空群
    - 第203教育航空隊：P-3C、P-1
    - 第203整備補給隊
    - 下総航空基地隊
- システム通信隊群
  - 移動通信隊
  - 横須賀システム通信隊下総システム通信分遣隊
- 海上自衛隊第3術科学校
- 海上自衛隊航空補給処下総支処

## イベント
- 下総航空基地開設記念行事：展示飛行、航空機地上展示（近年は新鎌ヶ谷駅より無料シャトルバスが運行されている）
- 下総航空基地ウォーキング：基地内の滑走路、誘導路、道路を歩く。
- ちびっこヤング大会、オープンスクール…航空機地上展示、P-3Cシミュレータなど。

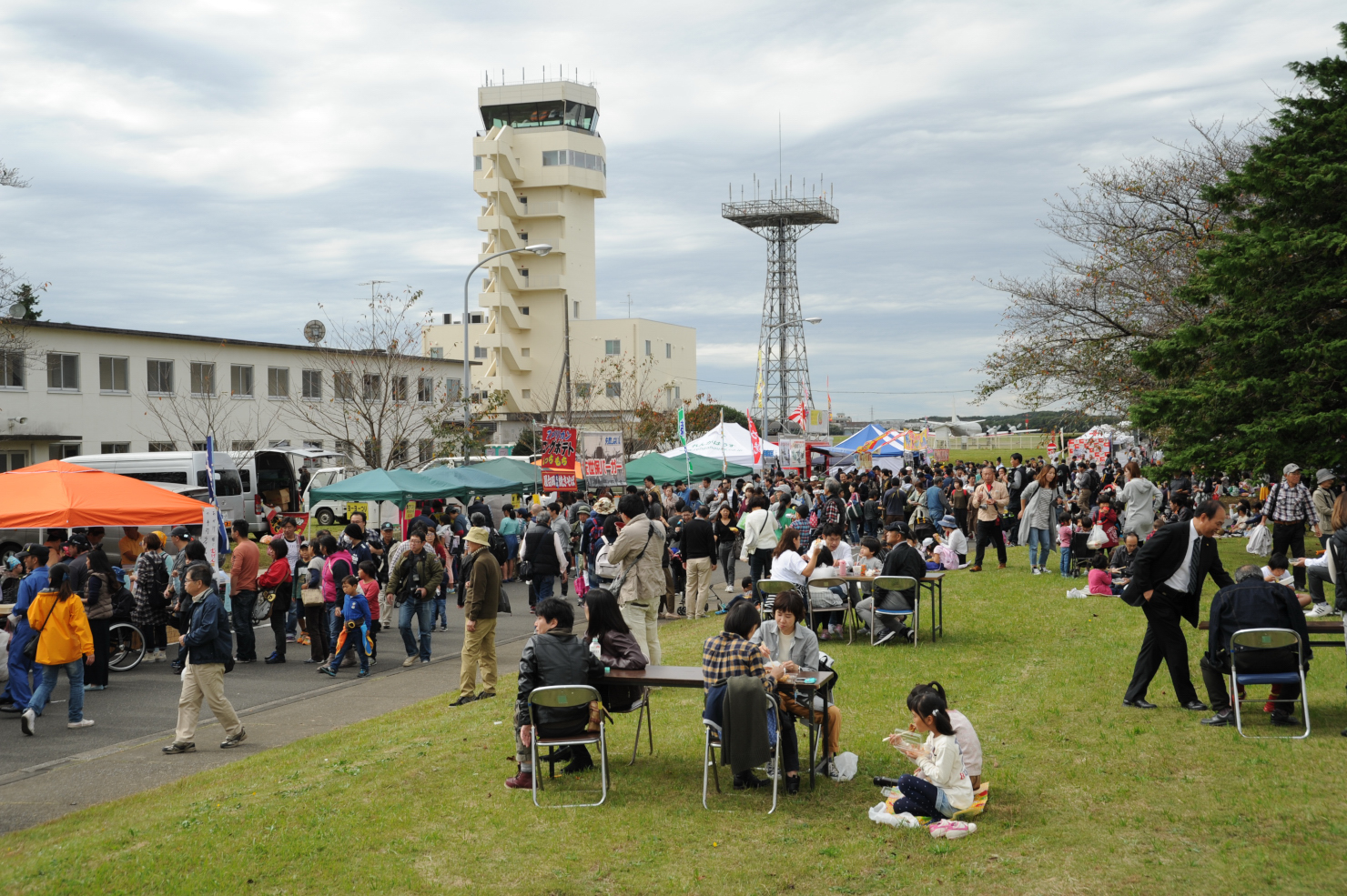
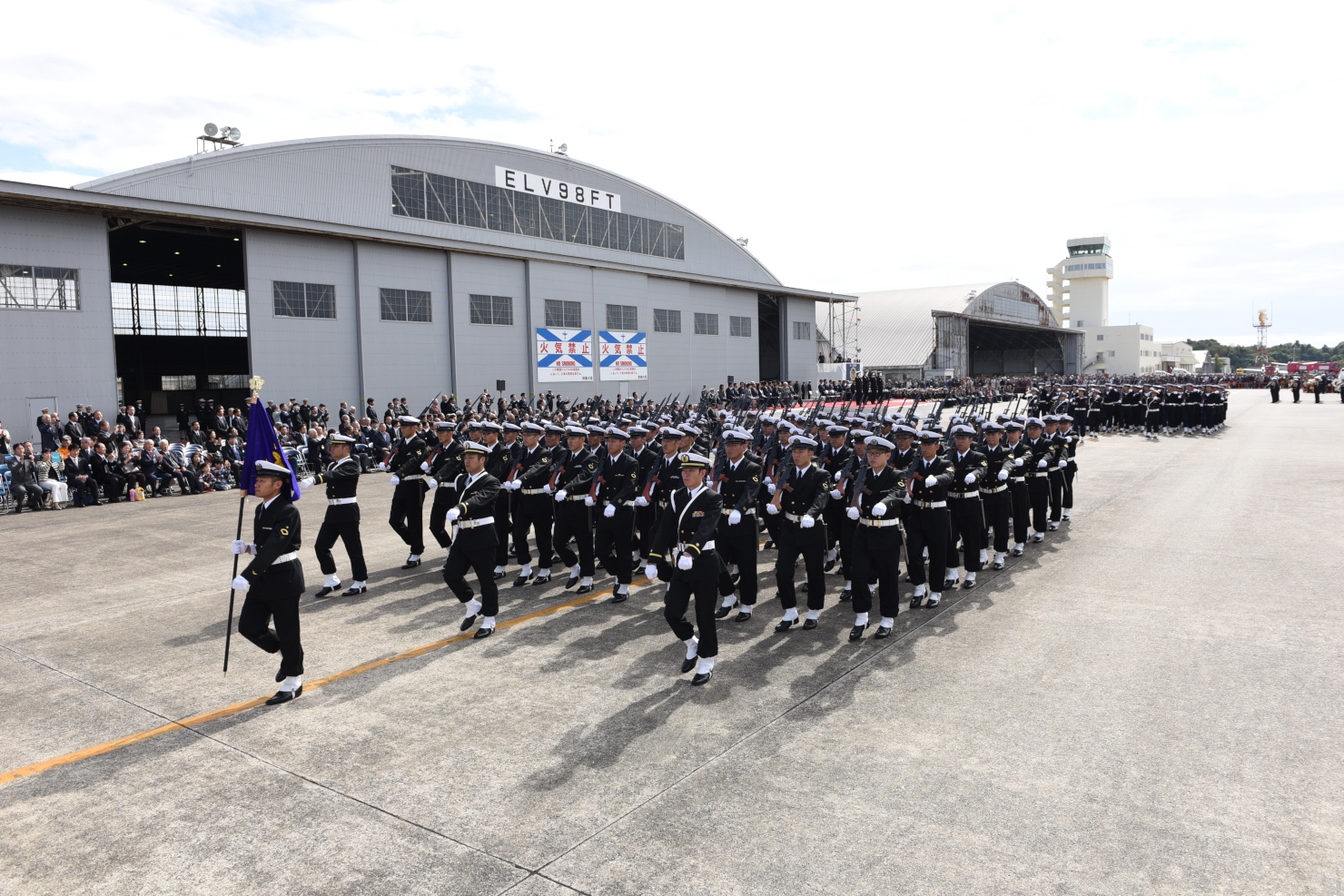
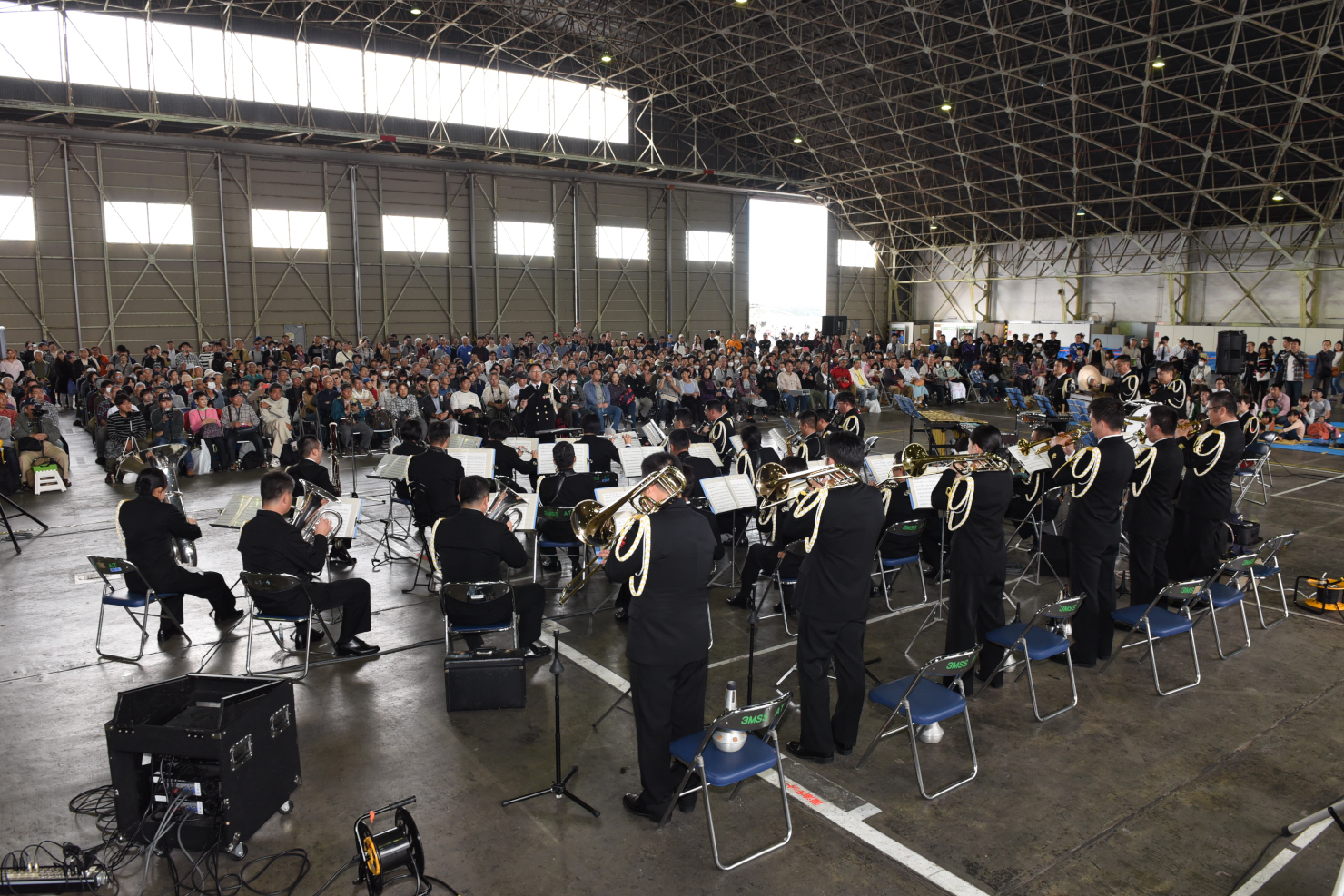
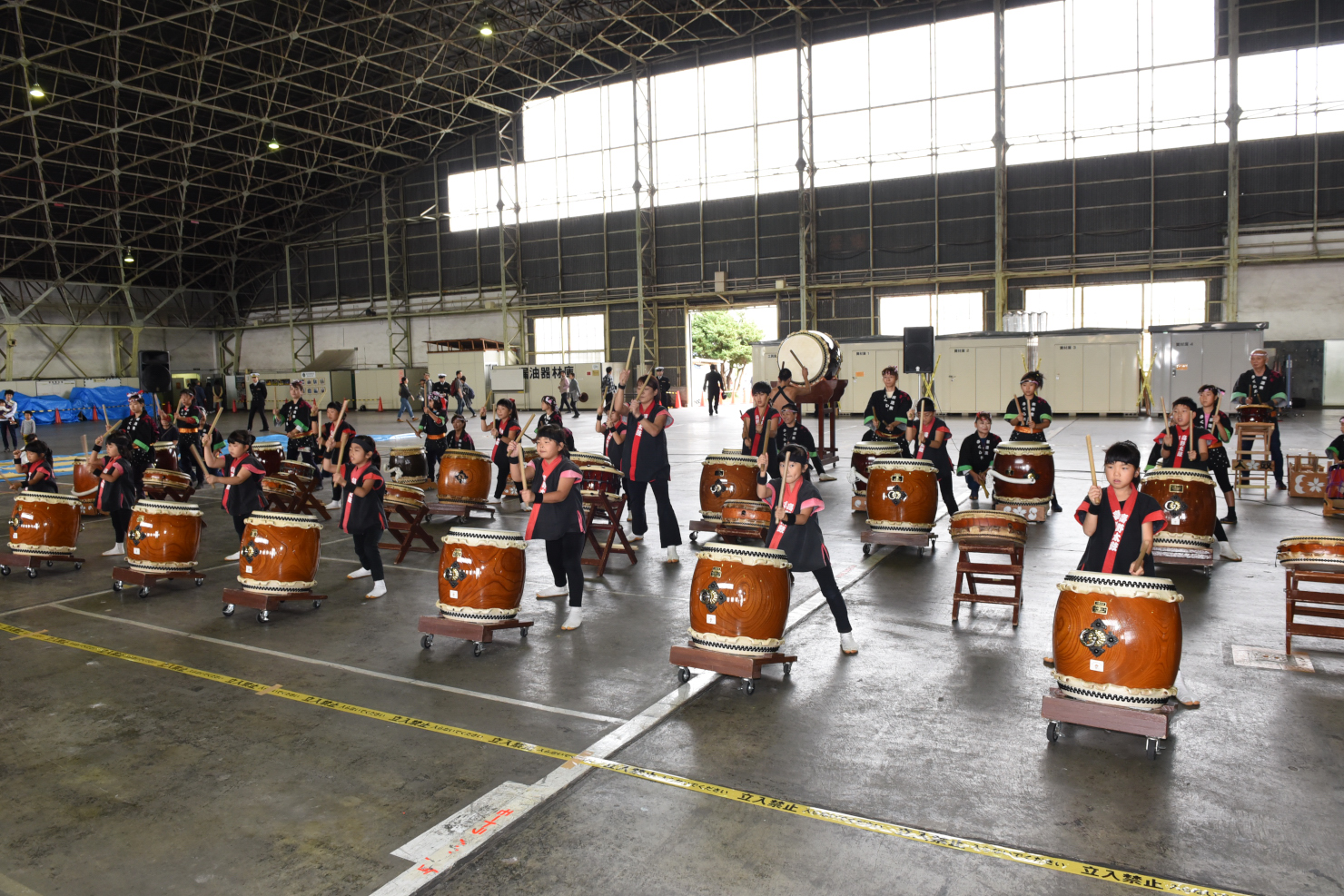
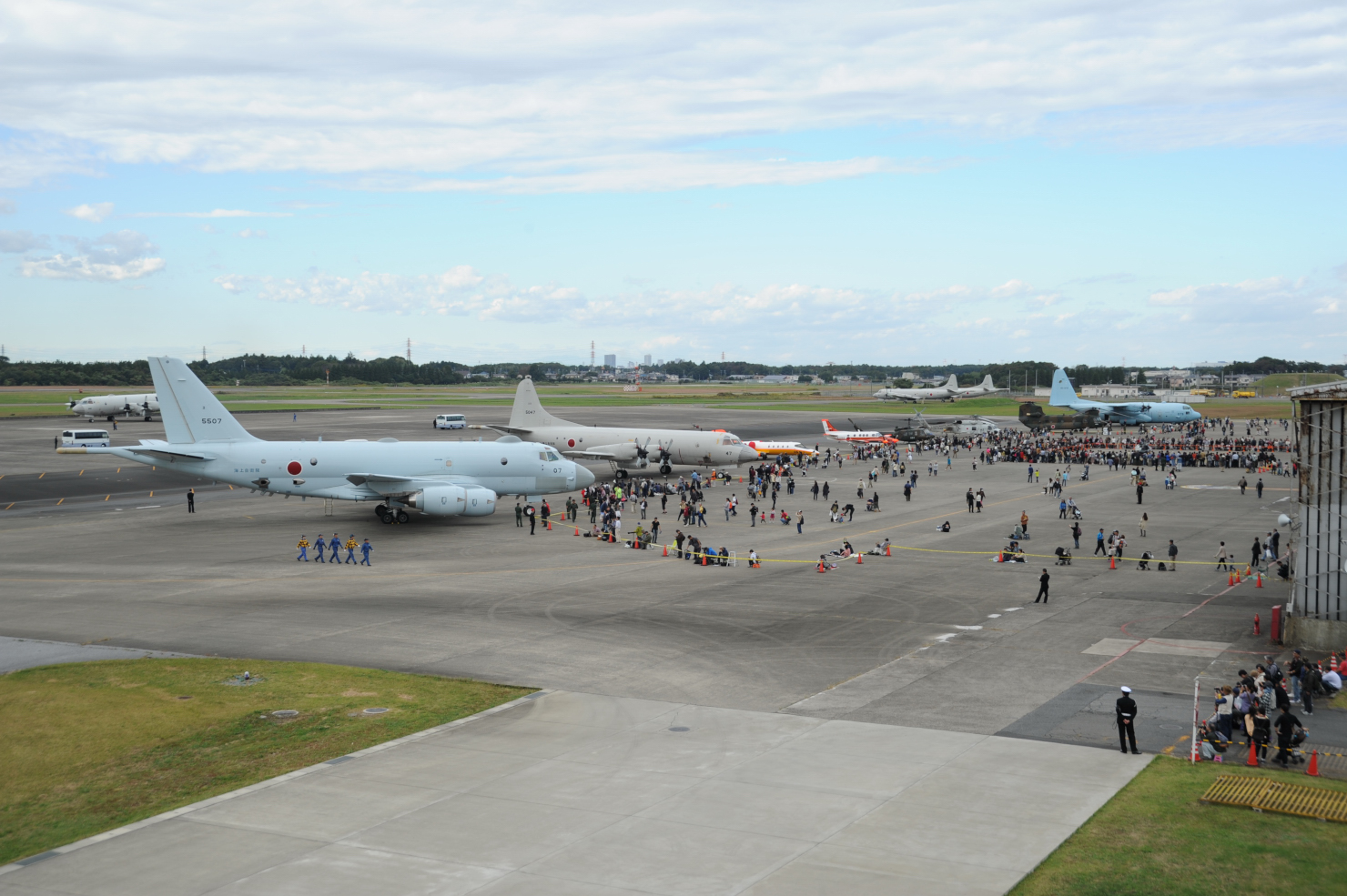
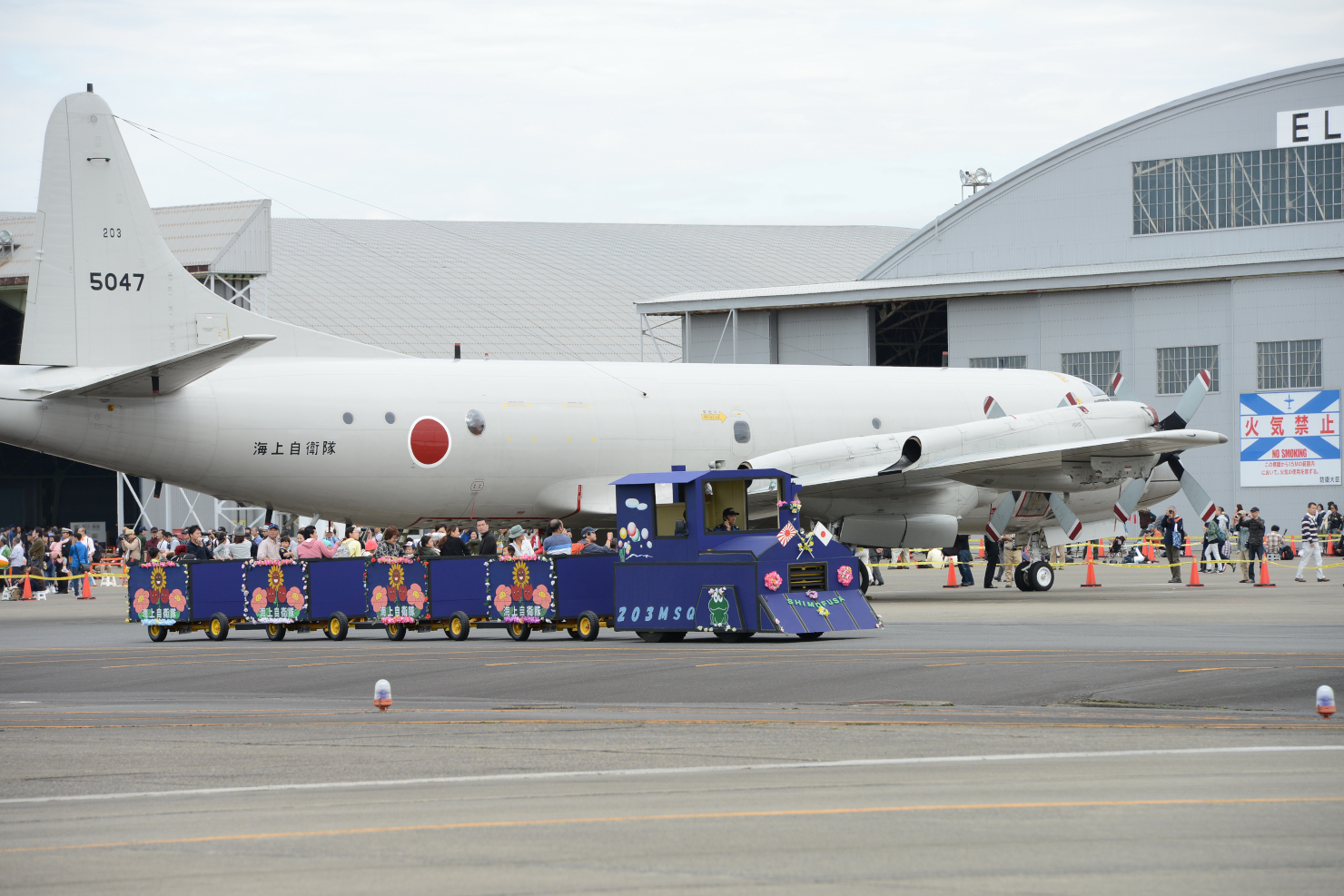
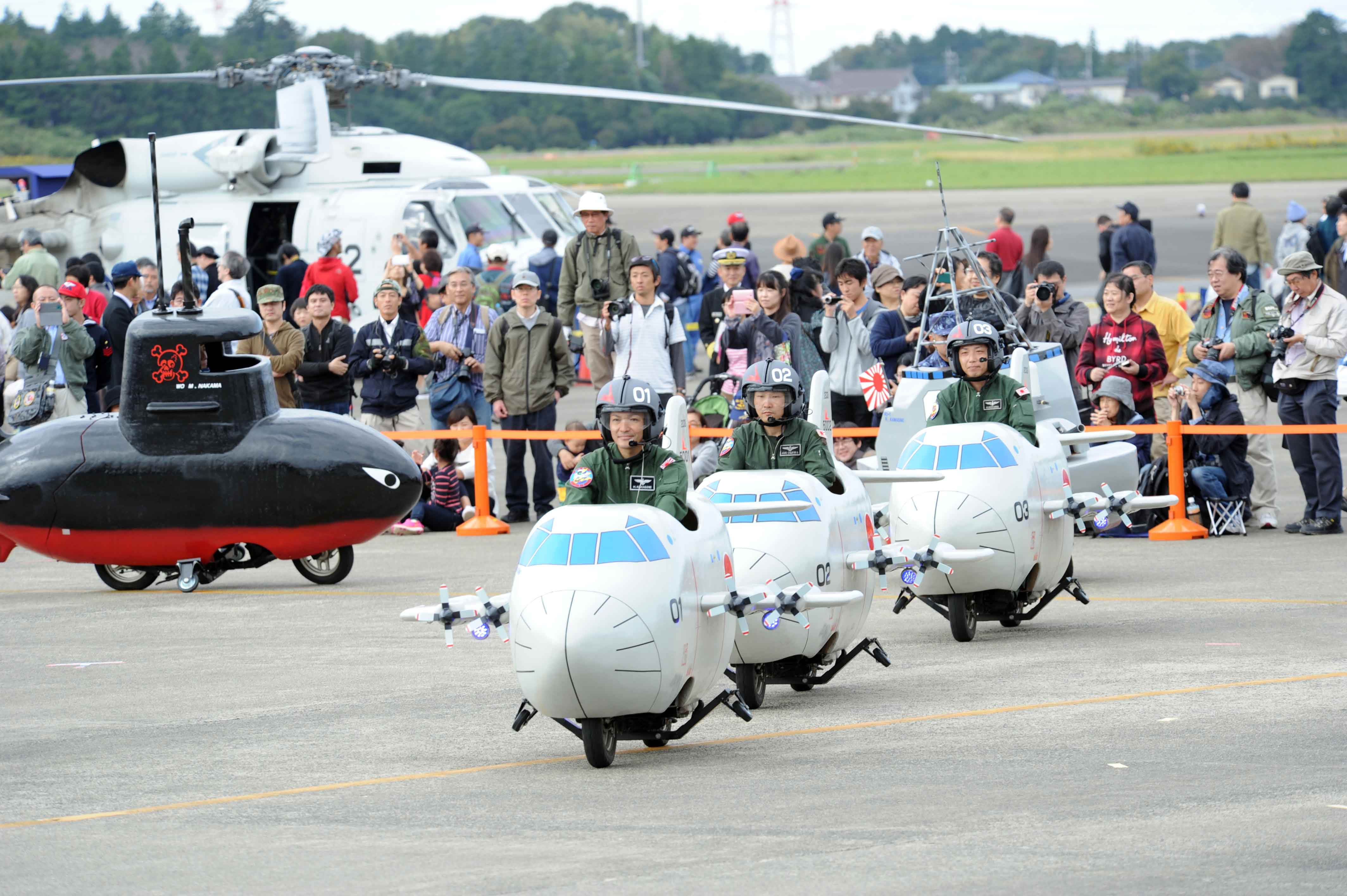

- ミニP-3C

## ギャラリー

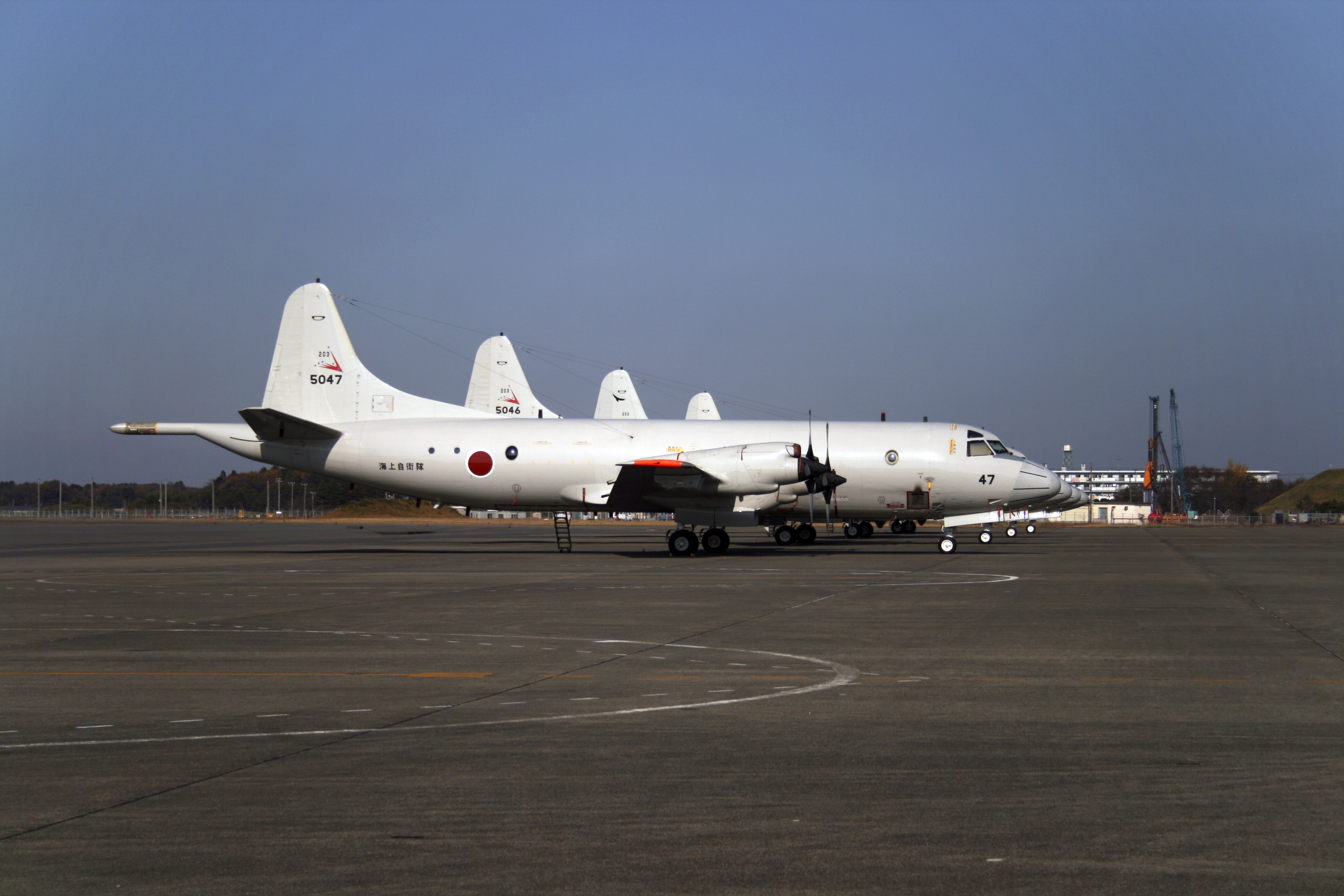
第203教育航空隊のP-3C
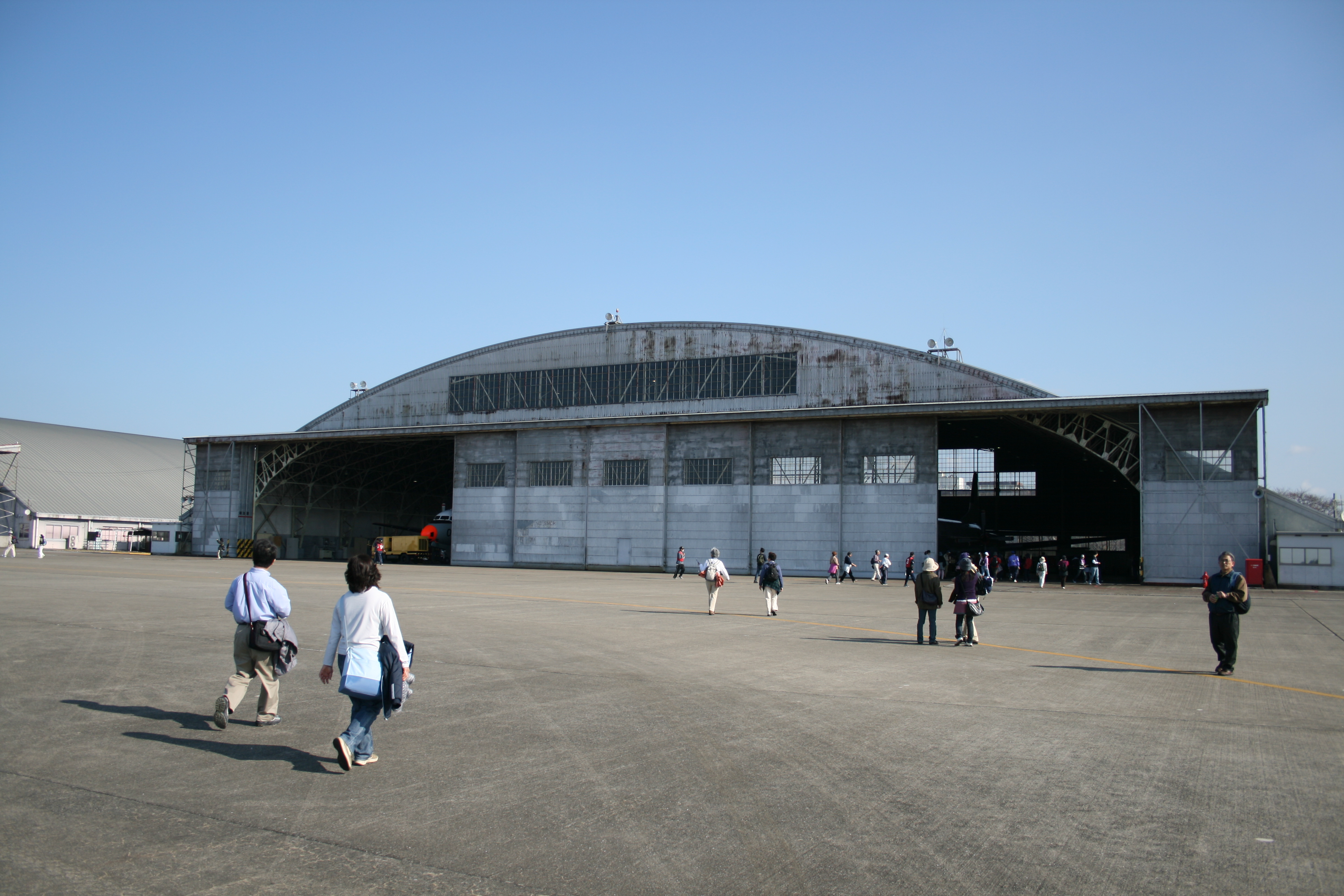
格納庫
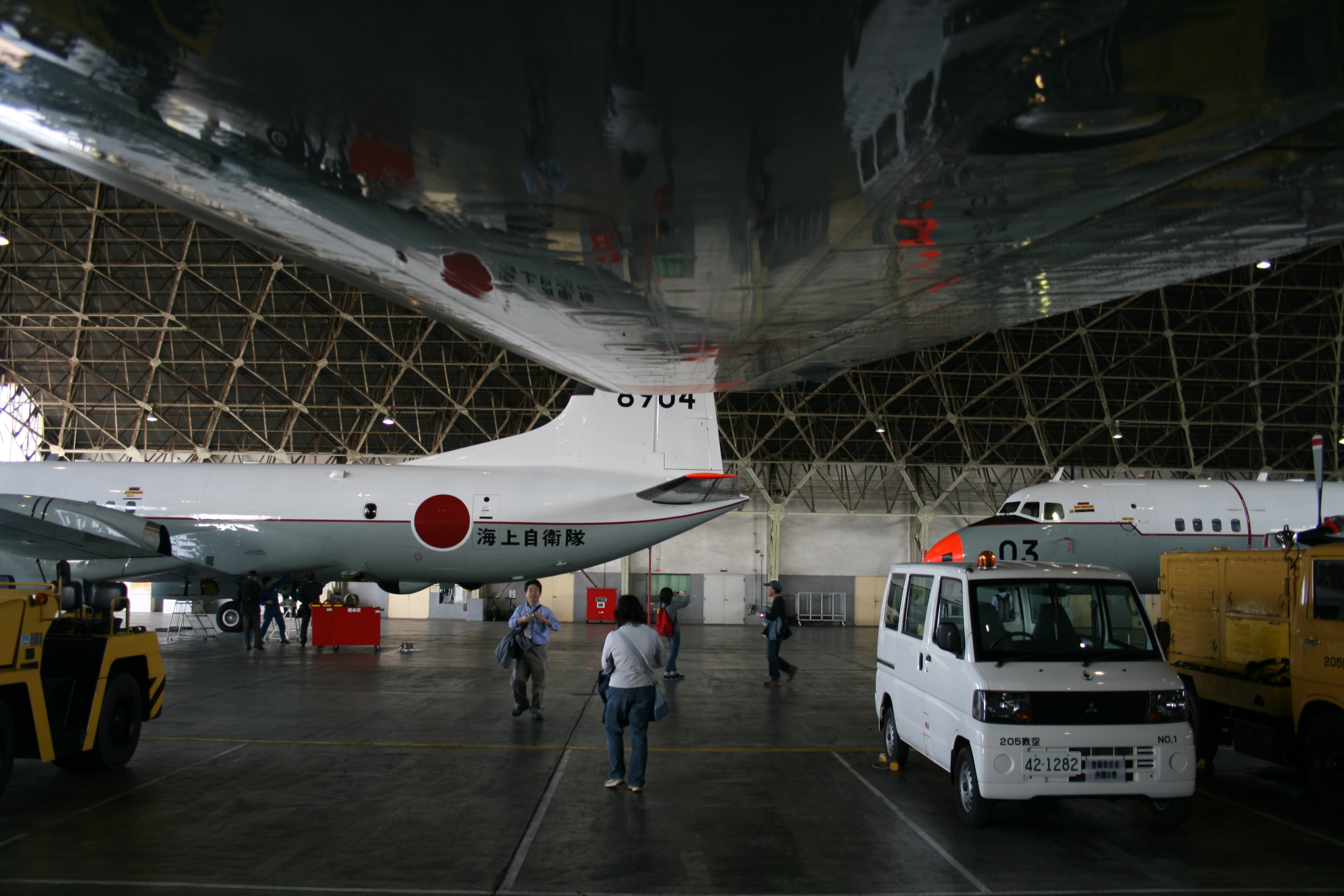
格納庫の内部
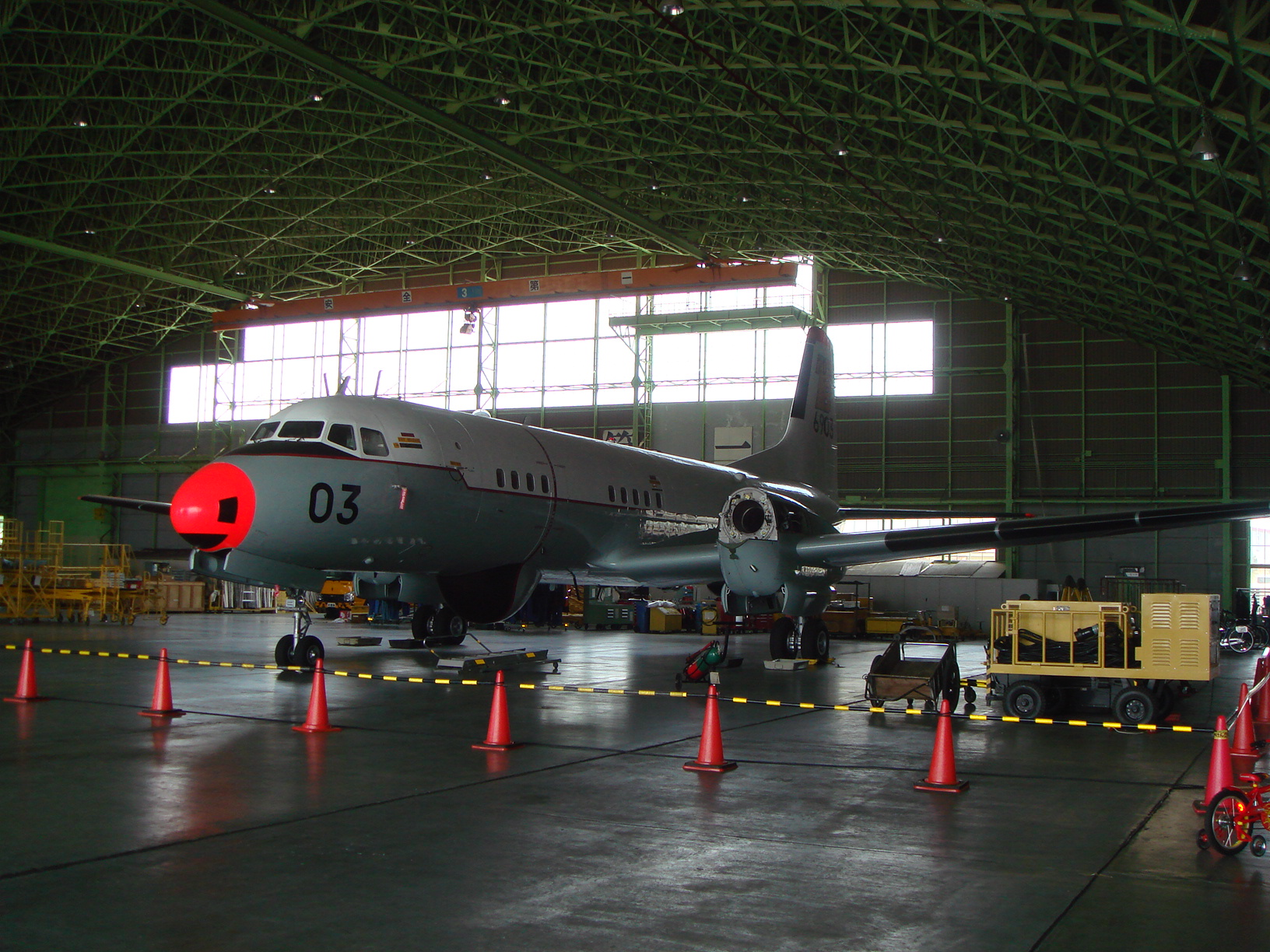
YS-11 T-A
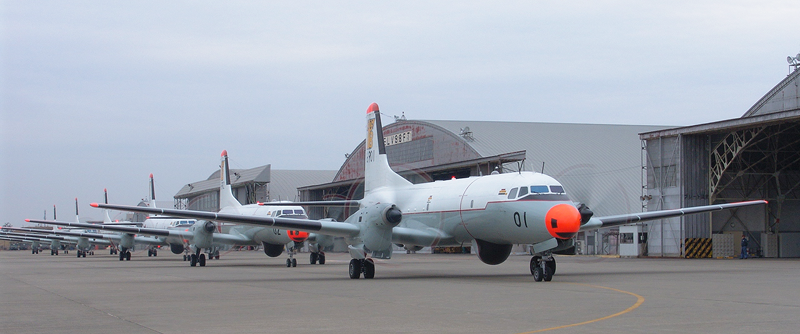
エプロン上のYS-11 T-A

## 保存機
- SNJ-5
- SNB-5
- B-65
- KV-107
- P-2J・・・第3術科学校の教材

## 周辺
- 東武野田線高柳駅
- クリーンセンターしらさぎ
  - 柏市・鎌ケ谷市・白井市が共同運営する清掃工場（柏市沼南地域及び鎌ケ谷市のゴミを処理）
- 千葉県立沼南高柳高等学校
- 千葉県動物愛護センター東葛飾支所